# Préfecture apostolique des territoires français en Inde
 (juillet 2018).
La préfecture apostolique des territoires français en Inde (parfois appelé « de Pondichéry ») était une circonscription de l'Église catholique romaine dans les enclaves coloniales constituant l'Inde française.

## Histoire
- 1777 : Établi
- 1886 : Supprimé

## Préfets apostoliques
- Sebastien de Nevers, O.F.M. Cap.(1776.09.28 - 1980.11.27)
- Donatus Aurelinensis, O.F.M. Cap. (1780.11.27 - 1786.09.11)
- Hilarius Pictaviensis, O.F.M. Cap. (1786.09.11 - 1788.11.24)
- Damasus d'Oleron, O.F.M. Cap. (1788.11.24 - ?)
- Benedictus di Monterotundo, O.F.M. Cap. (1792.02.21 - ?)
- Pierre-Jean-Norbert Calmels, (1828.06.14 – 1859)
- Pierre Brunie (1859 – ?)